# Dwight A. Pryor
Dwight A. Pryor (18 dicembre 1945 – 5 febbraio 2011) è stato un biblista statunitense.

## Biografia e carriera
Pryor ha conseguito il bachelor of arts all'Università dell'Oklahoma e ha proseguito gli studi all'Università del Texas ad Austin, specializzandosi in filosofia, religioni orientali ed ebraismo. Perfezionando i suoi studi con un soggiorno in Israele, si è reso conto dell'importanza di comprendere le radici ebraiche del cristianesimo ed è stato tra i fondatori della Jerusalem School of Synoptic Research, un'organizzazione di biblisti ebrei e cristiani per lo studio dei vangeli sinottici. Nel 1988 si è trasferito con la famiglia a Dayton in Ohio, dove ha fondato il Center for Judaic-Christian Studies, di cui è divenuto presidente. Il centro da lui fondato e presieduto ha promosso ricerche sui vangeli in Israele, organizzato numerose conferenze e pubblicato lavori di diversi autori, tra cui David Bivin, Marvin R. Wilson, Roy Blizzard e Amihai Mazar. Pryor ha svolto attività di insegnamento in un college biblico online, l'Hebraic Heritage Christian Center, e in una comunità religiosa di Dayton, la Church of the Messiah. Ha collaborato con regolarità con la rivista The Jerusalem Post- Christian Edition, su cui ha pubblicato articoli di argomento biblico e religioso. Nel 2005 Pryor ha pubblicato un libro su Gesù dal titolo Behold the Man, che è stato molto apprezzato. Nello stesso anno ha ricevuto ad honorem il Doctor of Divinity dal Centre for the Study of Biblical Research di Redlands.
Durante la sua carriera, Pryor ha scritto alcuni libri, numerosi articoli e tenuto conferenze e sermoni, alcuni dei quali sono stati raccolti in volumetti. Ha inoltre realizzato audiocassette, videocassette e DVD di argomento biblico e religioso.

## Libri
- Behold the Man!, Center for Judaic-Christian Studies, 2005
- Unveiling of the Kingdom of Heaven, Center for Judaic-Christian Studies, 2008
- Con David Bivin, Bruce Okkema, Lois Tverberg (coautori), Listening to the language of the Bible: sights from his Jewish context, En-Gedi Resource Center, 2005

### Volumetti
- A different God?, Christian Friend of Israel
- Our Father in Heaven, Christian Friend of Israel
- Holy! Holy! Holy!, Christian Friend of Israel

## Audiocassette
- Born of the Water, Born of the Spirit: Jesus in the Fourth Gospel, Center for Judaic-Christian Studies, 1980
- Pattern and principles of Jewish Prayer: Enhancing our Understanding and Practice of Prayer from Jewish Sources, Center for Judaic-Christian Studies, 1992
- Our Hebrew Lorddiscovering the Historical Jesus, Center for Judaic-Christian Studies, 1992
- Homosexuality, the Torah and the Grace, Center for Judaic-Christian Studies, 1995
- Kingdom Confusion, Kingdom Challenge: Understanding Jesus’ Teaching of the Kingdom of God, Center for Judaic-Christian Studies, 2002
- Hebrew Spirituality: As Expressed Trough Meditation, Fear of JHWH and Trust in JHWH, Center for Judaic-Christian Studies, 2003

## Videocassette
- Jesus, Paul and the Law, 1, Center for Judaic-Christian Studies, 1995
- Jesus, Paul and the Law, 2, Center for Judaic-Christian Studies, 1995